# شهرستانه (تویسرکان)
شهرستانه، روستایی از توابع بخش مرکزی شهرستان تویسرکان در استان همدان ایران است.
این نقطه آخرین روستای در محدوده استحفاظی و از توابع شهرستان تویسرکان است که در جاده گنجنامه قرار گرفته است و در واقع نزدیکترین روستای این شهرستان به شهر همدان است؛ به طوری که فاصله آن با همدان تنها ۲۵ کیلومتر است.

## جمعیت
این روستا در دهستان خرم‌رود قرار دارد و براساس سرشماری مرکز آمار ایران در سال ۱۳۹۵، جمعیت آن ۴۴۰ نفر (۱۷۳ خانوار) بوده‌است.